# 片塰滿則
片塰滿則（1964年—）是出身日本山口縣的男性動畫數位CG製作人員。個人名字的「塰」在中文讀音裡同「海」。

## 經歷
就讀東京藝術大學美術設計科後、片塰滿則未完成學業便肄業投入職場。1986年起片塰滿則師事於藤幡正樹，自此一頭栽進3DCG世界。
1990年片塰滿則進入Link DiGiwork公司，1992年參加「國際電腦動畫藝術展」榮獲第一名的成績。1994年擔任CG導播，負責製作《超時空要塞》的OVA版動畫。
在1995年加入吉卜力工作室，與百瀨義行等人於成為吉卜力CG部一員。之後在《魔法公主》、《隔壁的山田君》等片中擔任CG製作，並於《神隱少女》、《霍爾的移動城堡》中則擔任數位作畫導演。
從2007年片塰滿則離開吉卜力後，曾在位於新宿的Media Guild數位影像製作公司並擔任該公司董事一職、以及POLYGON PICTURES電腦動畫公司下從事工作室導演。

## 參與作品

### 劇場動畫
- 魔法公主（1997年）：CG製作
- 隔壁的山田君（1999年）：CG製作
- 神隱少女（2001年）：數位畫面作畫監督
- 霍爾的移動城堡（2004年）：數位畫面作畫監督
- 地海戰記（2006年）：數位畫面作畫監督

### 電視動畫
- 超時空要塞7（1994-1995年）：數位畫面作畫監督

### 短篇動畫
- 梅與小貓巴士（2002年）：數位畫面作畫監督
- 空想的飛行機械們（2002年）：數位畫面作畫監督
- 空想的機械們裡破壞的發明（2002年）：CG製作
- Ghiblies episode2（2002年）：數位畫面作畫監督
- 買下星星的日子（2006年）：數位畫面作畫監督
- 水蜘蛛紋紋（2006年）：數位畫面作畫監督

### 電子遊戲
- 遺跡傳奇（2005年）：數位畫面

## 外部連結
- 片塰滿則的Facebook專頁
- 片塰滿則的X（前Twitter）